# Auob
De Auob is een rivier in de Kalahari, in Namibië en Zuid-Afrika. De totale lengte van de rivier is ongeveer 400 km.
De bron van de Auob ligt in de regio Hardap van Namibië, ongeveer 150 km ten zuidoosten van Windhoek. De rivier stroomt verder in zuidoostelijke richting. Ongeveer 70 km voor de grens met Zuid-Afrika stroomt vanaf links de belangrijkste zijrivier, de Olifantsrivier, de Auob in. Na ongeveer 100 km op Zuid-Afrikaans grondgebied mondt de Auob uit in de rivier de Nossob in de Zuid-Afrikaanse provincie Noord-Kaap. 